# Lucienne et le Boucher
Vous pouvez aider à l'améliorer ou bien discuter des problèmes sur sa page de discussion.
- Il ne cite pas suffisamment ses sources. Vous pouvez indiquer les passages à sourcer avec {{référence nécessaire}} ou {{Référence souhaitée}}, et inclure les références utiles en les liant aux notes de bas de page. (Marqué depuis novembre 2024)
- Son texte doit être wikifié : il ne correspond pas à la mise en forme Wikipédia (style, typographie, liens internes, liens entre les wikis, etc.). (Marqué depuis novembre 2024)
- Sa typographie ne respecte pas les conventions de Wikipédia. Vous pouvez solliciter de l’aide de l’Atelier typographique. (Marqué depuis novembre 2024)
- Il n’est pas rédigé dans un style encyclopédique. (Marqué depuis novembre 2024)

- Archive Wikiwix
- Bing
- Cairn
- DuckDuckGo
- E. Universalis
- Gallica
- Google
- G. Books
- G. News
- G. Scholar
- Persée
- Qwant
- (zh) Baidu
- (ru) Yandex
- (wd) trouver des œuvres sur Wikidata

Lucienne et le Boucher est une pièce de théâtre en 4 actes de Marcel Aymé créée au théâtre du Vieux-Colombier le 15 avril 1948.

« Lucienne et le Boucher est une pièce hautement morale. L'adultère et ses terribles conséquences y sont représentés sous un jour bien propre à décourager les mauvaises tentations. On ne saurait trop la recommander à l'attention des jeunes filles et des organisations de spectacles de patronage. »

— MARCEL AYME

## Distribution
Théâtre du Vieux-Colombier (1948)
- Valentine Tessier : Lucienne
- Robert Arnoux : le boucher
- Henri Crémieux
- Janie Grazia
- Marcelle Monthil
- Marguerite Coutant-Lambert

Mise en scène, décors et costumes : Georges Douking
Reprise au théâtre de la Porte Saint-Martin (1951)
Reprise au théâtre Saint-Georges (1976)
- Danielle Darrieux : Lucienne
- Georges Géret : le boucher
- Denise Provence : Mme Vorbes
- Bernard Malaterre : Alfred
- Alain Mottet : M. Moreau, le bijoutier
- Philippe Laudenbach : le médecin
- Flore Fitzgerald : Madeleine
- Emmanuelle Bondeville : Julie, la bonne

Mise en scène : Nicole Anouilh

Décors et costumes : Jean-Denis Malclès

Musique de scène : Patrick Lemaître
Téléfilm sur Antenne 2 (1984)
- Andréa Ferréol : Lucienne, la femme du bijoutier
- Bernard Fresson : Duxin, Le boucher
- Michel Aumont : Moreau, le bijoutier
- Sonia Vollereaux : Madeleine, la fille des Moreau
- Jacques Penot : Alfred, le fils Duxin
- Odile Mallet : Mlle Vorbes
- Daniel Ceccaldi : le commissaire Coiffard
- Claude Evrard : le docteur Maillard
- Yves Pignot : Lecuyer
- Jacqueline Rouillard : Mlle Lepage
- Andrée Chapeaux : Mme Angélot
- Gérard Loussine : Milou, le voyou
- Jean-Michel Noirey : l'agent Martin

Réalisation et mise en scène : Pierre Tchernia

Décors : Georges Lévy et Valérie Grall

Costumes : Josette Verrier et Monique Jolivot

Musique
Musique originale : Gérard Calvi